# Lynn Kohlman
Lynn Kohlman (født 1946, død 14. september 2008) var en amerikansk fotomodel, fotograf og forfatter.
Kohlman startede sin karriere, som fotomodel, i slutningen af 1960'erne, og var på forsiderne af flere store modemagasiner. I 1970 blev hun fotograf for magasinerne Interview, Vogue, GQ og Glamour. I 1989 blev hun ansat som kreativ direktør for DKNY. I 2002 fik hun brystkræft og senere Glioblastoma multiforme. Hun døde i 2008 efter længere tids sygdom.